# 小西城
小西城（こにしじょう）は、千葉県大網白里市にあった戦国時代の日本の城（平山城）。

## 歴史・沿革
享禄年間（1528年 - 1531年）に原胤定が築いたとされる。

### 遺構
土塁や空堀、土橋が残るが、全体的に雑木林となっている。